# Бунге (рід)

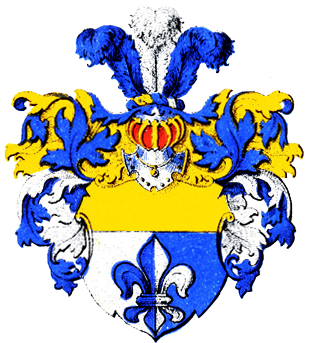
Герб Бунге (Балтійський гербовник)

Бу́нге (нім. Bunge), або фон Бу́нге (нім. von Bunge, «Бунгівські») — німецький шляхетний рід. Піддані Російської імперії. Походить зі Східної Пруссії. Відомий з XVI ст. Поділявся на кілька гілок: гольшейнська, шведська, російська. Російська гілка бере початок від першого київського аптекаря Георга-Фрідріха Бунге, якій переїхав до Києва з Пруссії у середині XVIII століття. Георг-Фрідріх намагався дати своїм численним дітям гарну освіту, що призвело до їх відрядження у кращі університети Російської імперії та Німеччини. Багато вихідців з роду стали відомими науковцями, лікарями, політичними діячами. Його син Фрідріх-Георг Бунге (Федір Андрійович) був зарахований до естляндського і курляндського лицарства (1875).

## Герб
Щит перетятий і напіврозтятий. Верхня частина золота, нижня — срібно-синя, в якій лілія, розтята на синь і срібло. Намет перетятий на золото і срібло, і підбитий синім. У клейноді три страусячих пір'їни: центральне срібне, бокові — сині.

## Історія

### Засновник київської гілки
Георг-Фрідріх Бунге походив зі Східної Пруссії. Він народився у 1722 році. Заснував першу аптеку в Києві, а також лютеранську релігійну громаду.
У 1751 році одружився з Катериною Гейтер, дочкою аптекаря Йоганна Гейтера та його дружини Анни.
У 1791 році отримав дворянське звання. Помер 19 серпня 1792 року.

### Діти Георга-Фрідріха
Георг-Фрідріх мав 12 дітей, двоє з них (Готліб і Християн 1-й) померли в дитинстві.
Донька Ганна-Доротея (1754 — 30.03.1799) була одружена з саксонським німцем Христофором Лебрехтом Гралем, (1743—1799), першим лютеранським пастором у Києві (1767—1799), доктором філософії і магістром вільних наук. Донька Варвара (1756—1830) була одружена з поручиком російської армії. Донька Марія (1758-) вийшла заміж за Івана Мартиновича Міндерера, уродженого в Ростоку, мекленбурзького військового фельдшера. Він був військовим лікарем, у певний час дослужився до інспектора Слобідсько-Української лікарської управи. Був в армії під час битви на річці Кагул (1770 рік), ліквідовував наслідки епідемії чуми на Запорозькій Січі (1775); Деякий час керував польовим шпиталями в Ізмаїлі, Києві, Полоцьку та Вільно. Єнський університет присудив Міндереру диплом доктора наук за працю «Нотатки про чуму і про засоби її лікування, засновані на теорії і практиці».
Видатний був і чоловік Катерини Бунге (нар. 1764) — Іван Іванович Гохфельд (нар. 1764). Він також був військовим лікарем, начальником карантинів Таврійської губернії. Після відставки в 1801 році Новоросійський генерал-губернатор Іван Міхельсон надав йому персональну пенсію.
Мало відомо про аптекаря та члена-кореспондента Санкт-Петербурзької Академії наук (1804) Івана-Фрідріха (1760—1822 чи 01.08.1830), який не залишив нащадків.
Наступний син Георг (1761—1815) був аптекарем та провізором у Санкт-Петербурзькій аптеці та в аптеці Наказу громадської опіки. Йому було присуджено ранг колезького радника у 1803 році. Георг заснував у 1811 році власну хмельню в Києві. Мав маєток у с. Хмельні Київського повіту. Одружився 1800 року з Кароліною Гутмахер (нім. Huthmacher, 1777—1841) з Могильова.
Син Андрій (1766—1814) також став аптекарем. Він цікавився лікарськими рослинами, заснував у Києві на Куренівці ботанічний сад і город, які постачали аптеки рослинною сировиною. Досліджував рослину вайду фарбувальну (Isatis tinctoria), організував отримання з неї синьої фарби для тканин. За ці роботи отримав подяку від імператора Олександра I. Також мав ранг колезького асесора з 1799 року, у 1810 році став головою церковної ради Києва. У 1798 році одружився з дочкою придворного радника Р. Фурманна Єлизаветою.
Найвідомішими синами Георга Бунге були Християн(2-й) та Христофор, які зробили наукову кар'єру в галузі медицини.
Християн (20.12.1776 — 1857) навчався у медико-хірургічному інституті в Санкт—Петербурзі та Єнському університеті. У 1798 році він захистив докторську дисертацію з медицини на тему «Про епідемічні хвороби в Києві». У 1802—1835 роках працював лікарем (пізніше — штаб-лікарем) у Київській духовній академії. Був одним з перших педіатрів Києва, у 1812 році працював ординатором Київського військового шпиталю. Заснував систему профілактичних заходів для запобігання епідемії холери серед викладачів та студентів духовної академії. Мав ранг колезького радника. Був двічі одружений: у 1806 році з Меланією Ферран (06.04.1791, Дюнкірхен — 20.02.1816) та 1821 року з Катериною Ізюмовою (1786—1877), дочкою генерал — майора артилерії Миколи Гебнера та вдовою полковника Ізюмова.
Христофор (1781—1860) також навчався у петербурзькому медико-хірургічному інституті. Після випуску вивчав ветеринарну медицину в клініках Відня, Бамберга, Вюцберга, Берліна. Працював ординатором петербурзького Морського (1801–02) та Військово-сухопутного (1807–09) шпиталів. Надалі захистив дисертацію на ступінь доктора медицини, був професором Московського університету, деканом лікарського факультету, проректором. У 1811 році вперше описав сибірку , завідував холерними лікарнями, керував ліквідацією епідемії чуми серед худоби в Полтавській і Чернігівській губерніях. Вважається засновником ветеринарної науки в Російській імперії. Нагороджений орденами святого Володимира 4-го і 3-го ступенів, святої Анни 2-го ступеню, мав ранг дійсного статського радника.

### Нащадки

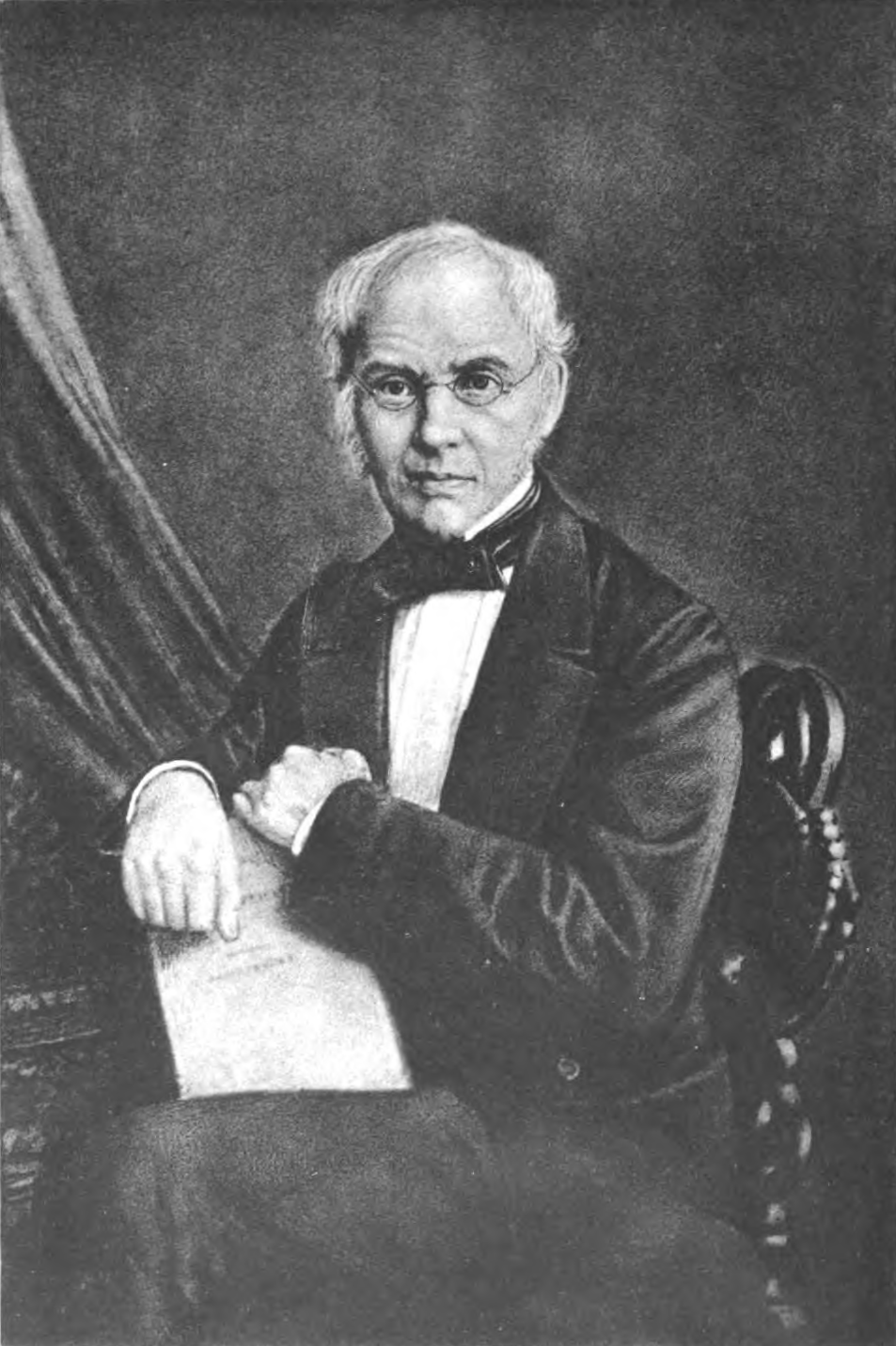
Портрет юриста Федора (Фрідріха) Бунге (1803-1897)

У родині Андрія Бунге було 4 синів, двоє з яких померли в дитинстві. Серед інших Федір Андрійович (Фрідріх-Георг) став видатним юристом, а Олександр — лікарем і ботаніком. Діти Олександра — Густав, Бенвенуто й Олександр також присвятили себе науці. Густав став хіміком і фізіологом, працював у німецьких університетах. Бенвенуто був доктором медицини. Олександр став зоологом та дослідником Арктики.
Син Християна Бунге Микола став юристом та економістом, професором, деканом та ректором Київського університету, міністром фінансів Російської імперії. Брат Миколи Християновича Андрій був військовим інженером, а його син Микола Андрійович був хіміком, професором Київського університету. Професором став і правнук Християна Бунге Микола Миколайович — Таврійського університету.
Також професором став нащадок іншої гілки Бунге — Іван Рахманінов, син Софії Іванівни Бунге, дочки Івана-Фрідріха Бунге. А його племінник Сергій Миколайович Терпигорєв був відомим письменником-фельєтоністом. Сестри Сергія Терпигорєва Наталія і Варвара вийшли заміж за професорів Київського університету зоолога Миколу Бобрецького та фізика Михайла Авенаріуса відповідно.

## Родинне дерево
- Георг-Фрідріх (1722—1792)
  - Іван-Фрідріх (1760—1822 чи 1830)
    -  Софія 
      - Іван Рахманінов
      -  Варвара Рахманінова
        -  Сергій Терпигорєв

  - Георг (1761—1815)
  - Андрій (1766—1814)
    - Фрідріх-Георг (1802—1897)
    - Олександр (2-й) (1803—1890)
      - Густав[en] (1844—1920)
      - Олександр[en] (1851—1930)

  - Готліб (1769—1769)
  - Християн (1-й) (1770—1776)
  - Яків (1772—1812)
  - Християн[ru] (2-й) (1776—1857)
    - Андрій Бунге (1811—1885)
      -  Миколай (1842—1915)
        -  Миколай (1885—1921)

    -  Миколай (1823—1895)

  -  Христофор[ru] (1781—1860)